# 1969 en sociologie
| Années de la sociologie : 1966 - 1967 - 1968 - 1969 - 1970 - 1971 - 1972    |
| Décennies de la sociologie : 1930 - 1940 - 1950 - 1960 - 1970 - 1980 - 1990 |

Cet article présente les événements de l'année 1969 dans le domaine de la sociologie.

## Publications

### Livres
- Raymond Aron, D'une sainte famille à l'autre.
- Raymond Aron, Les Désillusions du progrès.

### Revues
- Création de L'Enfant et la vie.
- Fondation de la revue Le Coq-Héron.

## Naissances
- 22 mai : Gérald Bronner